# Nelson (Oregon)
Nelson az Amerikai Egyesült Államok északnyugati részén, Oregon állam Baker megyéjében, az Interstate 84/U.S. Route 30 mentén elhelyezkedő kísértetváros.
Miután a Lime közeli mészkőlelőhely kimerült, a cementgyártást Nelsonba költöztették át. Az üzem 2009 és 2014 között nem működött.

## Fordítás
- Ez a szócikk részben vagy egészben  a   Nelson, Oregon című angol Wikipédia-szócikk ezen változatának fordításán alapul.  Az eredeti cikk szerkesztőit annak laptörténete sorolja fel. Ez a jelzés csupán a megfogalmazás eredetét és a szerzői jogokat jelzi, nem szolgál a cikkben szereplő információk forrásmegjelöléseként.